# Accademia di belle arti Eugeniusz Geppert
L'Accademia di belle arti Eugeniusz Geppert di Breslavia (in polacco: Akademia Sztuk Pięknych im. Eugeniusza Gepperta we Wrocławiu) è una istituzione pubblica di istruzione superiore fondata nel 1946 originariamente come Collegio di belle arti. Dal 2008 l'università ha acquisito la sua attuale denominazione in memoria del famoso pittore polacco Eugeniusz Geppert.

## Storia
Nel gennaio del 1946, su autorizzazione del Ministero della cultura e delle arti polacco, il pittore Eugeniusz Geppert venne abilitato alla fondazione dell'Alta scuola di belle arti nella città di Breslavia, distrutta durante la seconda guerra mondiale. Due palazzine vennero scelte per ospitate la scuola: la precedente Scuola municipale di tecniche artigianali (ora situata in Ulica Traugutta) e la precedente Accademia di stato di arti e artigianato.
Lo staff della nuova istituzione era composto da pittori come Leon Dołżycki, Emil Krcha, Stanisław Pękalski, Maria Dawska, dal designer Stanisław Dawski, dalla designer del vetro Halina Jastrzębowska, dai designer di interni Władysław Wincze e Marian Sigmund e dai ceramisti Julia Kotarbińska e Rudolf Krzywiec. Gli anni seguenti portarono alla scuola e ai suoi laureati molti successi in campo nazionale ed internazionale. Il 1957, inoltre, vide la nascita del  Teatro dei sensi  (Teatr Sensybilistyczny) che combina spettacoli di happening e performance art.
Dall'anno della sua fondazione ad oggi, la scuola ha avuto le seguenti denominazioni: Collegio di belle arti (1946-1949), Collegio di stato di belle arti (1949-1996), Accademia di belle arti di Breslavia (1996-2008) e, dal 2008, Accademia di belle arti Eugeniusz Geppert.